# Филип Шарп
Филип Алън Шарп (на английски: Phillip Allen Sharp) е американски молекулярен биолог и генетик.

## Биография
Шарп следва в Union College в Барбървил, Кентъки, математика и химия и получава научна степен през 1969 г. в университета на Илинойс в Ърбана-Шампейн. Работи в Калифорнийския технологичен институт и в лабораторията на Cold Spring Harbor при Джеймс Уотсън. През 1974 г. Салвадор Лурия го привлича в Масачузетския технологичен институт, където става професор по биология, от 1985 до 1991 г. – директор на института за ракови изследвания, от 1991 до 1999 г. – ръководител на факултета по биология и от 2000 до 2004 г. – директор на института „Макгавърн“ за изследвания на мозъка.
През 1993 г. заедно с Ричард Робъртс получава Нобелова награда за физиология или медицина. Той е също съосновател на няколко био-технологични фирми (Biogen, Alnylam Pharmaceuticals, Magen Biosciences).